# Cascate di Ruacana
Le cascate di Ruacana sono cascate situate vicino a Ruacana sul fiume Cunene (o Kunene) nel nord della Namibia al confine con l'Angola. La massima altezza delle cascate è di 120 metri (390 ft) con 700 metri (2 300 ft) di larghezza in piena. È tra le più grandi cascate in Africa, sia per volume che per larghezza.
La diga e la relativa centrale idroelettrica di Ruacana, insieme alla diga di Calueque (completata nel 1976), a 40 miglia (25 km) più a monte in Angola, sono state progettate per fornire acqua per l'irrigazione nell'Angola meridionale e nella regione di Owambo, nel nord della Namibia, nonché per fornire elettricità per la maggior parte della Namibia. Tuttavia, per gran parte dell'anno la cascata è asciutta, a causa della centrale idroelettrica di Ruacana a monte, che soddisfa oltre il 50% del fabbisogno elettrico della Namibia.
Le cascate dell'Epupa sul fiume Cunene si trovano 135 km (84 mi) a valle al confine tra Angola e Namibia. Con i suoi splendidi dintorni, Epupa è una delle principali destinazioni turistiche della Namibia. Le cascate sono una serie di cascate in cui il fiume Cunene scende per un totale di 60 metri su una distanza di circa 1,5 km, separandosi in una moltitudine di canali e formando una miriade di piscine di roccia. È possibile nuotare in queste piscine.

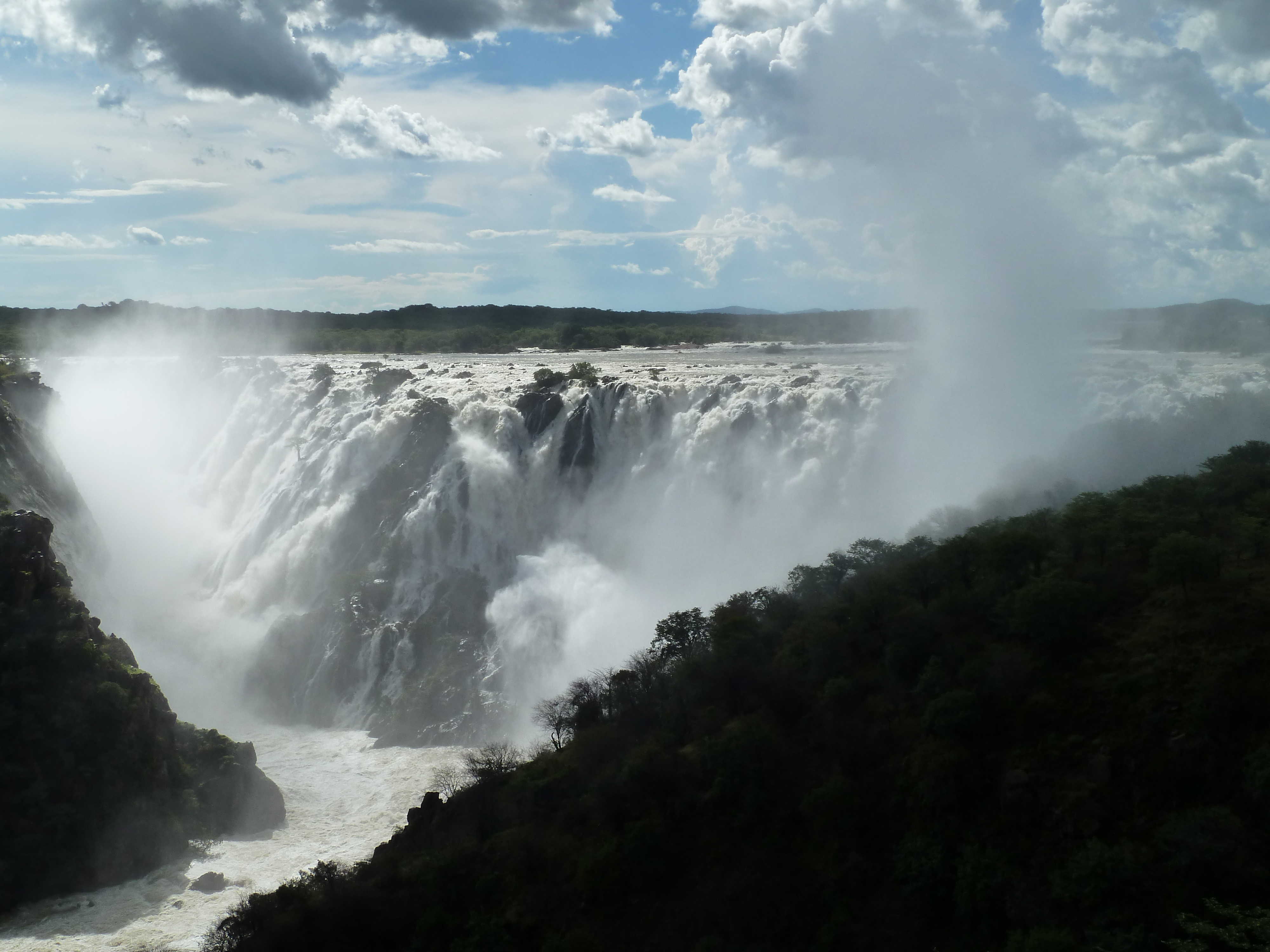
Cascate di Ruacana.
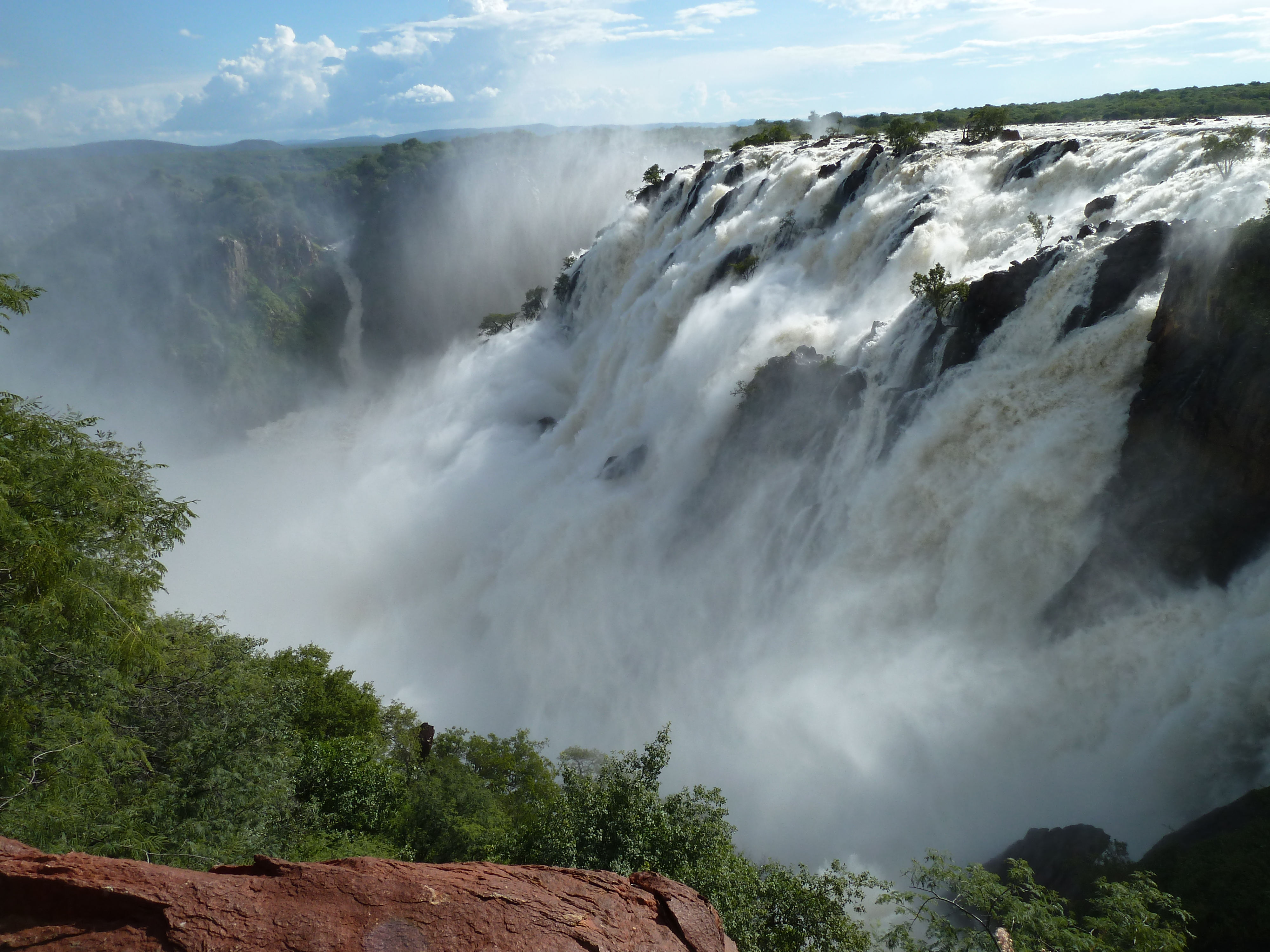
Cascate di Ruacana, zoom.